# الیاس فیگروئا
الیاس فیگروئا (اسپانیایی: Elías Figueroa‎؛ زادهٔ ۲۵ اکتبر ۱۹۴۶) یک بازیکن فوتبال اهل شیلی بود.

## باشگاهی
از باشگاه‌هایی که در آن بازی کرده‌است می‌توان به کولو-کولو، اینترناسیونال، و پنارول اشاره کرد.

## تیم ملی
وی که سابقه ۴۷ بازی و ۲ گل ملی را دارد عضو تیم ملی فوتبال شیلی در جام جهانی ۱۹۶۶، ۱۹۷۴ و ۱۹۸۲ بوده‌است.

## افتخارات
- بازیکن سال فوتبال آمریکای جنوبی (۱۹۷۴، ۱۹۷۵ و ۱۹۷۶)
- انتخاب شده در فیفا ۱۰۰